# De Fabriek

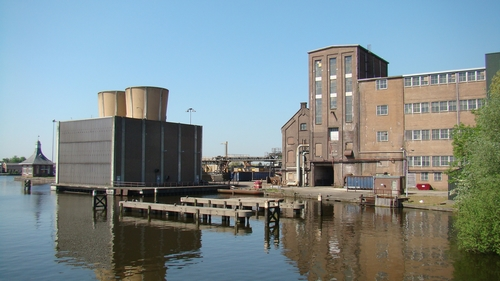
De suikerfabriek te Halfweg, die diende als het decor voor de serie

De Fabriek  is een Nederlandse televisieserie uit 1981, naar een script van Hans Keuls, geregisseerd door Andrew Wilson en uitgezonden door TROS. Miljoenen kijkers volgden de serie, die een Gouden Televizier-Ring won. De openingstune is van Ruud Bos. Als decor van de suikerfabriek fungeerde de toenmalige suikerfabriek van CSM in Halfweg. De serie werd helemaal op video opgenomen.

## Verhaal

### Eerste seizoen
De serie speelt rond Dries Rustenburg die aan het hoofd staat van een suikerfabriek ergens in Nederland. De fabriek is door de vader van zijn vrouw Mary, samen met een bietenboer, opgericht. Helaas gaat het niet goed in de suikerindustrie, vele fabrieken hebben de deuren moeten sluiten en deze fabriek is een van de laatste onafhankelijke suikerfabrieken in de streek. Een groot suikerconcern onder leiding van Johan Campers wil de fabriek overnemen. Dries is hier geen voorstander van, hij mag Campers niet en is het bovendien niet eens met diens manier van zakendoen. De voorzitter van het bestuur, André Hageman, is echter een fervent voorstander van de overname en doet er alles aan om deze door te laten gaan. Wat Dries niet weet is dat Hageman een vuil spelletje speelt; hij speelt onder één hoedje met Campers om de fabriek over te nemen en te laten sluiten zodat alle werknemers op straat komen te staan en hijzelf een mooie positie in het concern van Campers krijgt. Campers doet er alles aan om de boeren over te halen voortaan aan hem te leveren, en als de fabriek van Rustenburg eenmaal gesloten is, zullen de boeren wel naar hem móeten overstappen. Hageman overreedt Mary’s neef Jan van Gorkom om met hem mee te doen. Hij weet dat Dries Jan een leidende functie in de fabriek wil geven. Bovendien is André Hageman een relatie aangegaan met Dries’ vrouw Mary. Omdat zij en haar moeder grootaandeelhouders zijn, bewerkt hij hen om Dries te lozen en de fabriek over te dragen aan Campers. Dries heeft nog eens extra pech dat hij er te laat achter komt dat zijn boekhouder genaamd Doornbos tonnen geld uit de fabriek gestolen en vergokt heeft. Dit extra verlies is voor Hageman en Campers een geschenk uit de hemel.

### Tweede seizoen
Vanwege het kijkcijfersucces volgde in 1982 een tweede seizoen, waarin de romance tussen Dries Rustenburg en zijn secretaresse Jannie Postma (Diana Dobbelman) zich verder ontwikkelde. De serie speelde gedeeltelijk in Portugal, nabij de locatie waar Rudi Falkenhagen zelf een huis bewoonde. Tijdens de vakantie van het tweetal heeft de concurrent Johan Campers nog steeds plannen om de fabriek koste wat kost in handen te krijgen. Hij kiest dit keer voor hardere middelen. Hij stuurt een mannetje, genaamd Karel Freeken (Maxim Hamel), bekend van de paardenrennen, het veld in om de zaak gade te slaan en wellicht enigszins te beïnvloeden. Dit loopt echter uit de hand als Freeken aan een ondergeschikte van hem, die later Tony de Aal (Ton Vos) blijkt te zijn, vraagt om een ontploffing in de fabriek te realiseren. Als uiteindelijk de twee mannen zijn opgepakt door de politie, doet Campers alsof zijn neus bloedt. Dit zal hij niet lang weten vol te houden omdat de politie een foto in een blad over de paardenrennen ontdekt waarop zowel Campers als Freeken afgebeeld staat. Dankzij de dreigingen van Campers ziet het rompbestuur van de fabriek zich genoodzaakt onderhandelingen te beginnen met de heer Dommering (Jan Retèl) van de Groningse Suikerfabriek. Daarbij komt ook dat de boeren, aangevoerd door boer Van der Linden (Dick Rienstra) in opstand zijn gekomen en hun voorzitter boer Voors (Frans Kokshoorn), eveneens voorzitter van het bestuur van de fabriek, hebben afgezet. Los van deze ontwikkelingen werkte de vrouw van Rustenburg zich in de nesten door zich in de filmwereld te storten. Gaandeweg blijkt dat de "filmproducer" Jules Bongers (Hugo Metsers) meer is geïnteresseerd in pikante foto's van Mary Rustenburg die hij duur kan verkopen aan de porno-industrie. Als Mary is ondergedoken bij barman Jack (Jack Monkau) neemt de producent contact met haar moeder mevrouw Van Gorkom om zo een gigantisch bedrag aan losgeld te vragen. Pas op het laatste moment wordt Dries Rustenburg, als deze weer terug is van vakantie, erbij gehaald om de situatie van Mary te proberen te redden. Ook weet Rustenburg Campers over te halen zich terug te trekken als directeur van zijn fabriek en alle contracten met de boeren te verscheuren. Uiteindelijk zal Rustenburg kiezen voor zijn eigen vrouw in plaats van voor zijn secretaresse.

## Acteurs
| Acteur               | Personage                      | Seizoen          |
| -------------------- | ------------------------------ | ---------------- |
| René van Asten       | Harm Groen                     | alleen seizoen 1 |
| Saskia ten Batenburg | Ditty Stok                     |                  |
| Marjan Berk          | Leentje                        |                  |
| Bram Biesterveld     | boer                           |                  |
| Hein Boele           | Jaap van Diermen               |                  |
| Bertus Botterman     | boer Van der Vaart             | alleen seizoen 1 |
| Paul Brandenburg     | Dirk de Turk                   | alleen seizoen 2 |
| Gerard Cox           | Adjudant Kooiman               | alleen seizoen 2 |
| Bep Dekker           | Mevrouw Loes Groen             |                  |
| Bert Dijkstra        | bankdirecteur Teunissen        |                  |
| Diana Dobbelman      | Jannie Postma                  |                  |
| Andrea Domburg       | Mevrouw Van Gorkom             |                  |
| Rudi Falkenhagen     | Dries Rustenburg               |                  |
| Marlous Fluitsma     | Barbara van Diermen            |                  |
| Sies Foletta         | Klaas                          | alleen seizoen 1 |
| Paul van Gorcum      | Vos                            | alleen seizoen 2 |
| Frederik de Groot    | Jan van Gorkom                 |                  |
| Maxim Hamel          | Karel Freeken                  | alleen seizoen 2 |
| Guus Hermus          | Johan Campers                  |                  |
| Cees Heyne           | Henk Voors                     |                  |
| Geert de Jong        | Fientje Berger                 | alleen seizoen 2 |
| Sigrid Koetse        | Mevrouw Campers                |                  |
| Mimi Kok jr.         | Janske                         |                  |
| Frans Kokshoorn      | boer Voors                     |                  |
| Jeroen Krabbé        | André Hageman                  | alleen seizoen 1 |
| Guus van der Made    | Brigadier Bakker               | alleen seizoen 2 |
| Sacco van der Made   | Berend Groen                   |                  |
| Hugo Metsers         | Jules Bongers                  | alleen seizoen 2 |
| Jack Monkau          | Jack                           | alleen seizoen 2 |
| Jan Retèl            | Dommering                      | alleen seizoen 2 |
| Dick Rienstra        | boer Van der Linden            | alleen seizoen 2 |
| Jan van Rooyen       | Walter Hofman                  | alleen seizoen 2 |
| Jules Royaards       | Doornbos                       | alleen seizoen 1 |
| Johan Sirag          | Joop de butler                 | alleen seizoen 2 |
| Robert Sobels        | Willem de portier              | alleen seizoen 2 |
| Maarten Spanjer      | Piet Stok                      |                  |
| Niki Spengler        | Ellen Rustenburg               |                  |
| Bob van Tol          | Maarten Volkers                |                  |
| Pleuni Touw          | Mary Rustenburg-van Gorkom     |                  |
| Elisabeth Versluys   | Mevrouw Voors                  |                  |
| Bram van der Vlugt   | Burger                         |                  |
| Ton Vos              | Tonie Bremers ("Tonie de Aal") | alleen seizoen 2 |